# Mateo Carreras
Mateo Carreras (San Miguel de Tucumán, 17 de diciembre de 1999) es un jugador de rugby argentino que se desempeña como wing y juega en el Aviron Bayonnais del Top 14. Es internacional con los Pumas desde 2021.

## Carrera

### Los Tarcos
Carreras se formó deportivamente en Los Tarcos, donde debutó en la primera con solo 18 años, en 2018 y se consagró campeón del regional del noa ese mismo año.
Representó al seleccionado juvenil de Tucumán y con este ganó el Campeonato Argentino Juvenil.

### Jaguares XV
En el año 2019 fue llamado por Jaguares XV para jugar la Currie Cup en Sudáfrica. El equipo argentino se coronó campeón ganando todos los partidos. Este torneo fue polémico, ya que estaba previsto que se jugará un partido por el ascenso entre el campeón y el último de la Currie Cup Premier Division 2019 pero este partido se canceló.

### Jaguares
En noviembre de 2019 se convirtió en profesional al ser contratado por los Jaguares, la franquicia argentina que compitió en el Súper Rugby, como refuerzo para la temporada 2020.
Finalmente, solo jugó cuatro partidos porque el certamen fue suspendido debido a la pandemia de COVID-19 y Jaguares se extinguió poco después.

### Newcastle Falcons
En diciembre de 2020 se anunció su incorporación a los Newcastle Falcons de Inglaterra. En 2022 fue renovado por dos temporadas más.
Aviron Bayonnais
En 2024 se incorporo a Aviron Bayonnais para disputar el top 14 de Francia.

## Selección nacional
Representó a los Pumitas dos años y jugó el Campeonato Mundial Juvenil, en las ediciones de Francia 2018 (quinto puesto) y Argentina 2019 (cuarto puesto). Representó a los Pumas Seven y con ellos disputó cuatro etapas de la Serie Mundial 2018-19. Además, también jugó con Argentina XV y ganó con ella el Sudamericano de Rugby A 2020.
El australiano Michael Cheika lo seleccionó a los Pumas para disputar el Rugby Championship 2021 y debutó contra los Wallabies. 

### Participaciones en Copas del Mundo
Cheika lo convocó a Francia 2023.
| Mundial                       | Sede    | Resultado | PJ | Tries |
| ----------------------------- | ------- | --------- | -- | ----- |
| Copa Mundial de Rugby de 2023 | Francia | 4º Puesto | 6  | 3     |

## Palmarés
| Título                       | Equipo      | País      | Año  |
| ---------------------------- | ----------- | --------- | ---- |
| Torneo Regional del Noroeste | Los Tarcos  | Argentina | 2018 |
| Currie Cup First Division    | Jaguares XV | Sudáfrica | 2019 |

- Campeón del Sudamericano de Rugby A de 2020.
- Campeón del Seven Sudamericano de 2020.